# Ornithological Society of New Zealand
Die Ornithological Society of New Zealand (OSNZ), die sich in der Öffentlichkeit als Birds New Zealand präsentiert, ist eine gemeinnützige Organisation in Neuseeland. Ihr Ziel ist, das Wissen und die Kenntnisse in Bezug auf Neuseelands Vögel und ihrer Lebensräume zu fördern.

## Geschichte
Im Januar 1938 erstellte der Direktor des Canterbury Museum, Robert A. Falla, eine Liste der ihm bekannten in Neuseeland tätigen Ornithologen mit dem Ziel, eine ornithologische Gesellschaft in Neuseeland zu gründen, in der Fachleute sowie interessierte Laien ein Forum hatten. Er gewann Professor Brian John Marples vom Fachbereich Zoologie der University of mi Otago hinzu, der sich Gedanken über die zukünftige Organisation der Gesellschaft machte. Die Vorarbeiten dauerten bis zum 24. Mai 1940 an, dem Tag, als sich schließlich acht Personen zur Gründungsversammlung im Canterbury Museum in Christchurch trafen und die Ornithological Society of New Zealand unter dem Vorsitz von Robert A. Falla gründeten.
Das Ziel der Organisation sollte seinerzeit die Förderung, Organisation und Durchführung von sogenannten Feldarbeiten sein, bei denen Informationen über die Vögel Neuseelands gesammelte werden sollten. Der Schutz der Vögel wurde zwar befürwortet, sollte aber nicht aktiv betrieben werden, da hierfür bereits eine Organisation Verantwortlich war.
Ab 1941 wurden die ersten regelmäßiges Bulletins für die Mitglieder herausgegeben und im Januar 1943 erschien die erste Ausgabe der N.Z. Bird Notes, die eine regelmäßig erscheinende Publikation mit Fachartikel sein sollte. Im Juli 1946 schrieb man dann mit New Zealand Bird Notes den Namen New Zealand im Titel ganz aus. Im Mai 1950 wurde im Annual General Meeting der Organisation die Entscheidung getroffen, das Magazin New Zealand Bird Notes in Notornis umzubenennen und Quartalsweise erscheinen zu lassen. Die entsprechende neue Ausgabe erschien dann bereits zwei Monate später im Juli 1950. Die Wahl auf den Namen Notornis, der griechischer Herkunft ist und übersetzt „Südlicher Vogel“ bedeutet, fiel und folgte der üblichen Praxis vieler ornithologischen Gesellschaften in Übersee, die einen Vogelnamen für ihre Publikation verwenden.
Um die Ornithological Society of New Zealand in eine eigenständige juristische Person umwandeln zu können und den Mitglieder somit Schutz vor möglichen Schulden der organisation geben zu können, wurde auf einer außerordentlichen Hauptversammlung der Gesellschaft im Januar 1953 eine überarbeitete Satzung verabschiedet und noch im selben Monat die Gesellschaft entsprechend dem Incorporated Societies Act 1908 in einen eingetragenen Verein (Incorporated Society) umgewandelt.
1970 erreichte der Verein die Marke von 1000 Mitgliedern und entschied 1976 zusätzlich zu dem Magazin Notornis einen vierteljährlich erscheinenden Newsletter zu produzieren. Im Jahr 2000 bekam der Newsletter den Namen „Southern Bird“ und  wurde dann ab März 2014 unter dem Namen „Birds New Zealand“ unter den Mitgliedern verteilt.

## Präsidenten der Society
- 1939–1946 – Robert A. Falla
- 1946–1948 – B. J. Mariles
- 1948–1949 – C. A. Fleming
- 1949–1952 – E. G. Turbott
- 1952–1954 – R. B. Sibson
- 1954–1957 – H. R. McKenzie
- 1957–1960 – P. C. Bull
- 1960–1967 – A. Blackburn
- 1967–1971 – G. R. Williams
- 1971–1975 – F. C. Kinsky
- 1975–1980 – Brian D. Bell
- 1980–1983 – R. B. Sibson
- 1983–1989 – B. Brown
- 1989–1995 – Brian D. Bell[11]
- 1995–1999 – Christopher J. R. Robertson[12]
- 1999–???? – ????
- ????–2006 – David Medway[12]
- 2007–2008 – Richard N. Holdaway[12]
- 2009–2018 – David Lawrie[12]
- 2018–2019 – Michelle Brandshaw[12]
- 2019–2024 – Bruce McKinley[12]
- 2024–aktuell – Natalie Jane Forsdick[13]